# Bundesgesetzblatt des Norddeutschen Bundes

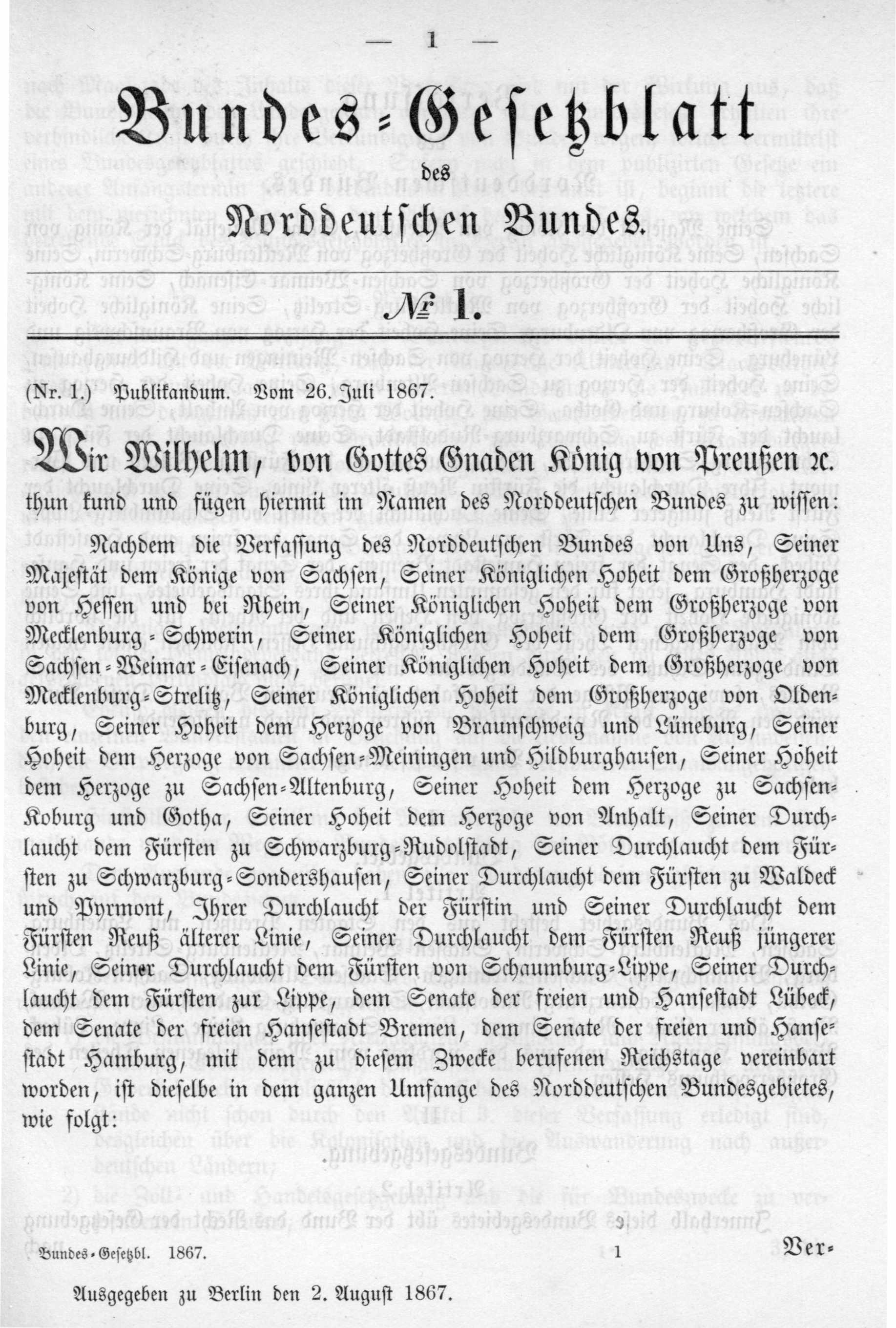
Seite 1 des Bundesgesetzblatts des Norddeutschen Bundes

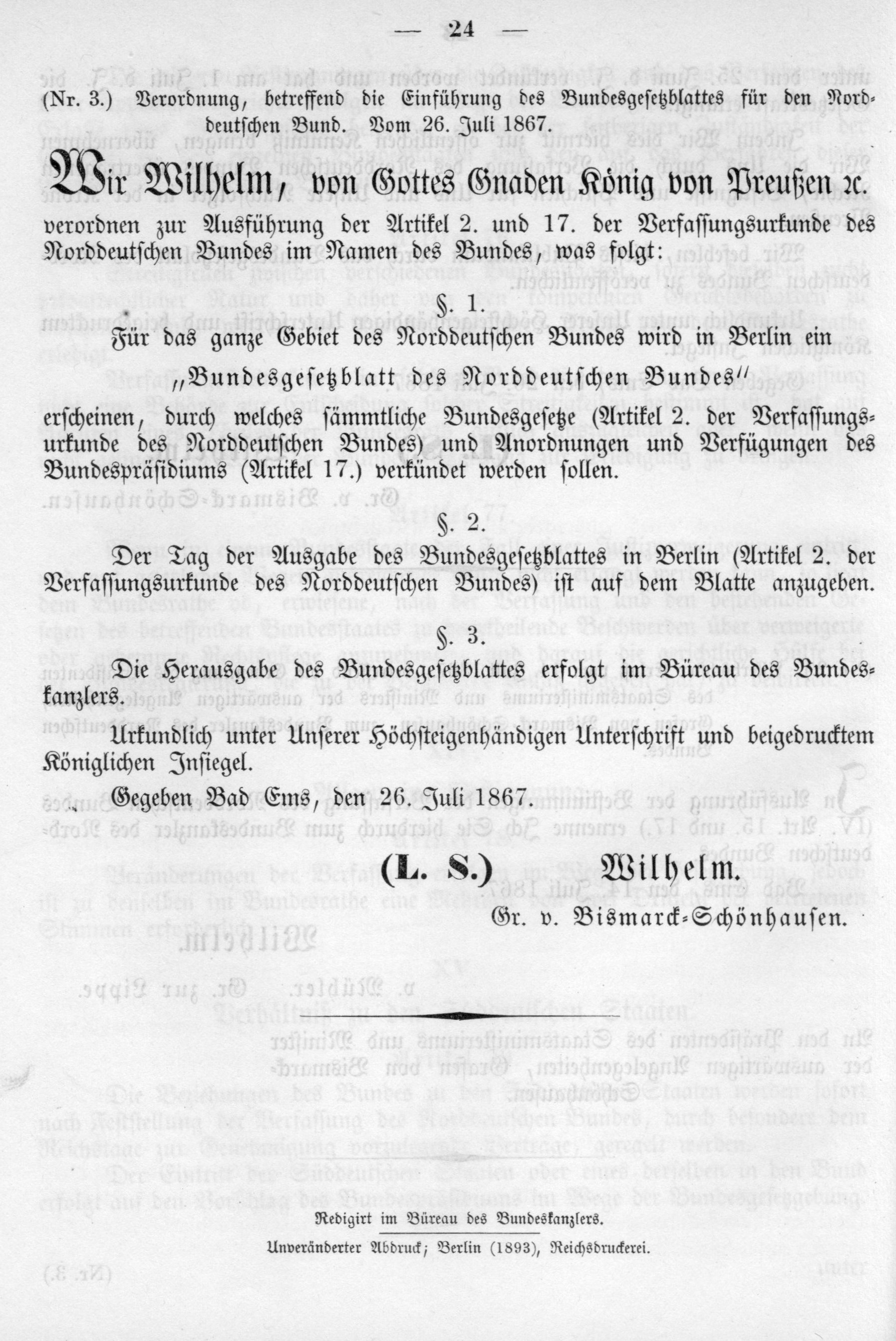
Einführung des Bundesgesetzblatts des Norddeutschen Bundes

Das Bundesgesetzblatt des Norddeutschen Bundes wurde durch die Verordnung betreffend die Einführung des Bundesgesetzblattes für den Norddeutschen Bund vom 26. Juli 1867 eingeführt und diente der Verkündung der Bundesgesetze (des Norddeutschen Bundes) und der Anordnungen und Verfügungen des Bundespräsidiums. Ausgabeort war Berlin, die Herausgabe erfolgte im Büro des Bundeskanzlers (des Norddeutschen Bundes).
Die erste Ausgabe erschien am 2. August 1867 mit der Verfassung des Norddeutschen Bundes, die letzte (Nr. 3/1871) am 20. Januar 1871.
Danach wurde aufgrund der politischen Veränderungen der Titel in Bundesgesetzblatt des Deutschen Bundes geändert, aber die fortlaufende Nummerierung der Ausgaben und die Zählung der Seiten weitergeführt (Nr. 4/1871 bis Nr. 18/1871, Seite 7 bis Seite 94).
Mit der Ausgabe vom 8. Mai 1871 wurde der Titel in Reichsgesetzblatt geändert und wiederum die fortlaufende Nummerierung der Ausgaben und die Zählung der Seiten weitergeführt. Diese erste Ausgabe des Reichsgesetzblatts trägt die Nummer 19 und beginnt mit der Seitenzahl 95.
Das Bundesgesetzblatt des Norddeutschen Bundes von 1867 bis 1871 und das Bundesgesetzblatt des Deutschen Bundes von 1871 ist nicht zu verwechseln mit dem Bundesgesetzblatt der Bundesrepublik Deutschland seit 1949 oder dem Bundesgesetzblatt für die Republik Österreich.